# Adolf Grimminger

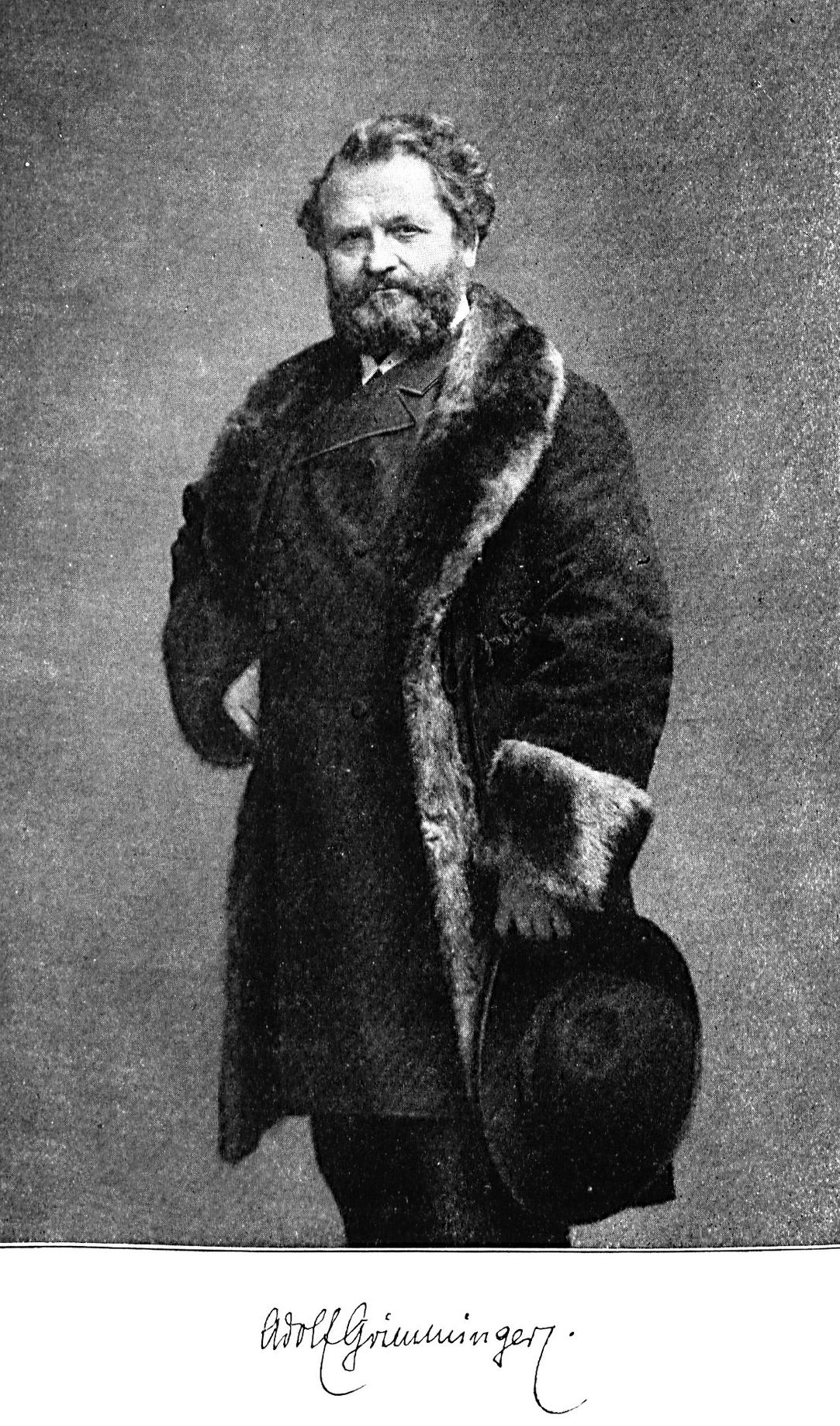
Adolf Grimminger

Adolf Grimminger (* 2. Mai 1827 in Stuttgart; † 9. März 1909 ebenda) war ein deutscher Sänger, Dichter und Bildhauer.

## Leben
Grimminger studierte von 1845 bis 1848 Bildhauerei an der Kunstakademie in Stuttgart, wo er bei Theodor Wagner lernte. Anschließend studierte er Gesang an der Musikhochschule in München und bei Aloys Bayer. 1853 begann er seine Karriere als Heldentenor an der Oper. Vinzenz Lachner engagierte ihn in Mannheim, ein Jahr später ging er nach Karlsruhe, wo er vier Jahre wirkte. Nach Stationen in Hannover und Wien kam er 1860 an die neu gegründete deutsche Oper in Rotterdam. 1869 kehrte Grimminger nach Stuttgart zurück, wo er als freischaffender Schriftsteller und Bildhauer lebte.

## Schriften
- Mei Derhoim: Gedichte in schwäbischer Mundart. J. G. Cotta, Stuttgart 1868
- Lug-in's-Land: Gedichte in schwäbischer Mundart. Stuttgart 1873.
- Sprossen und Blüten: Gedichte. Bonz, Stuttgart 1893.
- Aus'em Lerche-Nescht. Gedichte in schwäbischer Mundart. Bonz, Stuttgart 1895.